# Molitg-les-Bains
Molitg-les-Bains là một xã ở tỉnh Pyrénées-Orientales trong vùng Occitanie, phía nam nước Pháp. Xã này nằm ở khu vực có độ cao trung bình 610 mét trên mực nước biển.